# Amar Azul
O Amar Azul é um grupo argentino de cúmbia. É conhecido como "os embaixadores da cumbia".
Algumas de suas músicas são El Polvito de Amor, Porque te amo e El campeon.